# María Casparius
María Consuelo Casparius Toquero (Cidade do México, 28 de janeiro de 1943 – Guadalajara, 14 de outubro de 2003) foi uma professora, escritora e ambientalista mexicana.
Ela era Mestre em Educação Ambiental, chefe do Departamento Setorial do Ministério do Meio Ambiente e Recursos Naturais (SEMARNAT), coordenador e fundador da Associação Civil Pró Habitat. Começou a seu ativismo ambiental em 1973. Ganhou o Prêmio Nacional de Poesia Haiku em 1991 e o quarto lugar no Prêmio Marie Claire de Ficção Latino-Americana em 1995.
Casparius destacou-se pela defesa do Bosque de la Primavera, em Guadalajara, Jalisco.